# ブーゲンビル州

ブーゲンビル自治州
Autonomous Region of Bougainville

地域の標語：Peace, Unity, Prosperity
平和、結束、繁栄
地域の歌：私のブーゲンビル

斜体はパプアニューギニアのデータ。

1 公式の州都はアラワとされている。

2 当時はオーストラリア（豪）委任統治領パプアニューギニア。

3 北ソロモンの独立宣言の15日後にパプアニューギニアは豪より独立した。

ブーゲンビル自治州（ブーゲンビルじちしゅう、英語: Autonomous Region of Bougainville）は、パプアニューギニアのブーゲンビル島、ブカ島、その他の周辺の小島から成る州である。自治政府はブカに置かれているが、公式の州都はアラワとされている。人口は約25万人（2011年国勢調査）。2019年に独立を問う住民投票が実施された。
ブーゲンビル島は、政治的にはソロモン諸島には属していないが、生態学的あるいは地形学的にはその一部である。例えば1977年から1996年までは北ソロモン州（Northern Solomons Province）と呼ばれていた。

## 歴史

### 独立運動
1975年、「北ソロモン共和国」（または「ブーゲンビル共和国」）を国名とする分離独立運動が起きる。この背景にはブーゲンビル島パングナにある世界最大級の銅山、パングナ鉱山を巡る事情が絡んでいる。当時の銅山は「ブーゲンビル銅鉱会社（Bougainville Copper Limited）」という形でオーストラリアの実質的な支配下にあり、ブーゲンビル島の住民が補償を求めて抗議運動を起こし、それが引き金となったのである。
1988年、州の分離独立を求めるブーゲンビル革命軍（BRA）は銅山妨害の運動を開始し、翌年に銅山は暴動を受けて閉鎖に追い込まれる（ブーゲンビル銅鉱会社は現在、リオ・ティント・グループが保有しており、パプアニューギニア政府と操業再開の交渉を行っている）。BRAは地理的に近いソロモン諸島の支持も受けてパプアニューギニア政府との内戦を展開するが、1998年、オーストラリアとニュージーランドの仲介の下、政府と停戦に合意。2000年に締結された和平協定では軍縮、自治政府の設立、将来独立かどうかを問う住民投票の実施が定められた。
2005年6月15日に初の自治政府が設立され、ジョセフ・カブイ（Joseph Kabui）が大統領に就任する。同年7月25日には、分離独立運動のリーダー、フランシス・オナ（Francis Ona）が病死した。またカブイ大統領は2008年6月7日心臓発作のため亡くなった（54歳）。
上述の和平協定で規定されていた独立を問う住民投票は2019年11月23日から12月7日まで実施され、投票終了後の同月11日に開票結果が発表された。投票者の98％に当たる17万6928人が賛成票を投じ、パプアニューギニア残留に票を投じたのは3043人にとどまった。ただしこの投票に法的拘束力はなく独立や自治権の拡大はパプアニューギニア政府との調整に委ねられている。2021年5月18日より東ニューブリテン州で中央政府との政府間協議が始まった。2021年12月13日に中央政府と自治州政府の政府間で合意がなされ、2025年から2027年の間に政治的解決または独立を達成することが確認された。本合意は来年の1月31日までに両政府の内閣に提出され、どちらも承認した場合は2か月後に効力を発揮する。

## 政治
2005年に設立されたブーゲンビル自治政府（ABG）が治める。独立国家ではないため、パプアニューギニア憲法および法令に反した法律や諸外国との独自の外交関係をつくることは出来ない。
元首かつ行政府の長は大統領で、現職はイシュマエル・トロアマ（第4代）。任期は5年、再選は1回。2020年2月に議会へ提出された憲法改正法案では、再選回数を2回へ増やすことが盛り込まれていたが否決されている。
立法は一院制で、ブーゲンビル議会（制憲議会、旧代議院）が担う。議席は41。大統領と議員は2005年以降5年ごとに総選挙という形で選出される（2008年のカブイ大統領死去に伴う大統領選挙を除く）。直近の選挙は2020年8月から9月まで実施された。2025年3月27日に代議院は制憲議会に改組された。
代表なき国家民族機構（UNPO）に1991年8月6日から2008年3月1日まで参加していた。

## 地理
- ブーゲンビル島
  - アラワ
  - キエタ
  - ワカナイ
  - ブイン

- ブカ島
  - ブカ

- カータレット諸島（英語版）
- ニッサン島
- ヌグリア環礁（英語版）
- ヌクマヌ環礁
- マルヌ環礁（ドイツ語版）
- タウー環礁

## 行政区画

ブーゲンビルの行政区画

3つの地区（District）と12の地方自治体（Local Level Government, LLG）に区分される。
| 地区                 | District                      | 首府               | 面積 (km2) | 人口 (2011) |
| -------------------- | ----------------------------- | ------------------ | ---------- | ----------- |
| 中央ブーゲンビル地区 | Central Bougainville District | アラワおよびキエタ | 3,005      | 58,660      |
| 北ブーゲンビル地区   | North Bougainville District   | ブカ               | 2,793      | 109,023     |
| 南ブーゲンビル地区   | South Bougainville District   | ブイン             | 3,602      | 81,675      |

| 地方自治体     | LLG                  | 面積 (km2) | 人口 (2011) | 所属地区         | 所在する島嶼                                                          |
| -------------- | -------------------- | ---------- | ----------- | ---------------- | --------------------------------------------------------------------- |
| アトルス       | Atolls Rural LLG     | 18         | 2,900       | 北ブーゲンビル   | カータレット諸島、ヌクマヌ環礁、ヌグリア環礁、 マルヌ環礁、タウー環礁 |
| ブカ           | Buka Rural LLG       | 612        | 53,986      | 北ブーゲンビル   | ブカ島                                                                |
| ニッサン       | Nissan Rural LLG     | 37         | 6,810       | 北ブーゲンビル   | ニッサン島                                                            |
| クヌア         | Kunua Rural LLG      | 1,052      | 13,525      | 北ブーゲンビル   | ブーゲンビル島                                                        |
| セラウ＝シュア | Selau-Suir Rural LLG | 443        | 15,141      | 北ブーゲンビル   | ブーゲンビル島                                                        |
| チンプズ       | Tinputz Rural LLG    | 631        | 16,661      | 北ブーゲンビル   | ブーゲンビル島                                                        |
| アラワ         | Arawa Rural LLG      | 1,846      | 44,865      | 中央ブーゲンビル | ブーゲンビル島                                                        |
| ワクナイ       | Wakunai Rural LLG    | 1,159      | 13,795      | 中央ブーゲンビル | ブーゲンビル島                                                        |
| バナ           | Bana Rural LLG       | 461        | 22,457      | 南ブーゲンビル   | ブーゲンビル島                                                        |
| ブイン         | Buin Rural LLG       | 1,440      | 35,327      | 南ブーゲンビル   | ブーゲンビル島                                                        |
| シワイ         | Siwai Rural LLG      | 731        | 17,624      | 南ブーゲンビル   | ブーゲンビル島                                                        |
| トロキナ       | Torokina Rural LLG   | 970        | 6,267       | 南ブーゲンビル   | ブーゲンビル島                                                        |